# Coilus
Coilus  était, selon Geoffroy de Monmouth, un roi légendaire de Bretagne.
Son nom est peut-être une romanisation du celtique Coel. Capturé à l'époque de Claude vers 51 il serait revenu en Bretagne insulaire avec son père et son grand-père vers 60

## Règne
Selon Geoffroy de Monmouth Coilus est le fils et successeur de Marius. Enfant il a été élevé à Rome. Il connait les mœurs des romains et leur voue une amitié solide. Il paie tribut sans opposition conscient qu'ils sont les « maitres de l'univers ». Il est également généreux avec les nobles de son pays qu'il gratifie de dons fréquents. Il laisse un fils unique comme successeur nommé Lucius de Bretagne.

## Sources
- (en) Peter Bartrum, A Welsh classical dictionary: people in history and legend up to about A.D. 1000, Aberystwyth, National Library of Wales, 1993, p. 153 COEL ap MEURIG. (Fictitious). (A.D.152-165 Hardyng)

- (fr) Histoire des rois de Bretagne, traduit et commenté par Laurence Mathey-Maille, Édition Les belles lettres, coll. « La roue à livres », Paris, 2004,  (ISBN 2-251-33917-5)
- (en) Mike Ashley British Kings & Queens  Robinson (Londres 1998)  (ISBN 1841190969) « Coel » p. 79, table p. 67.